# 穆罕默德章

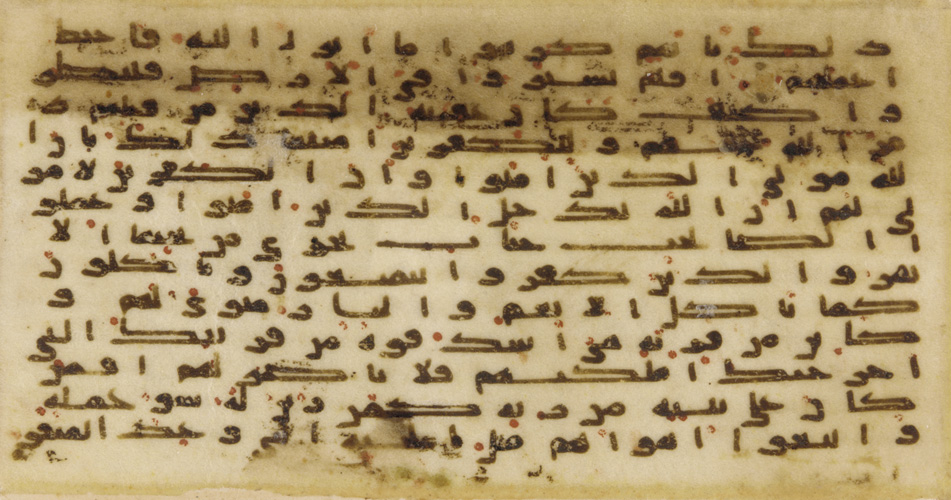
可能來自北非的九世紀《古蘭經》經文，本頁為穆罕默德章9-15節。

穆罕默德章（阿拉伯语：‎）是《古蘭經》第47章（蘇拉），共計38節（阿亞）。
本章告誡信徒要追隨穆罕默德，不要拒斥他的教導。此外，他們也應在戰鬥中「斬殺」並「俘虜」「不信道者」（47：4）。教外人士常引用這段經文說明伊斯蘭教的暴力現象，但事實上這並不能斷章取義；此節經文降世时的社会背景是麥加當局出兵攻擊麥地那的白德爾戰役。此節降世时的直接效用僅僅是命令穆斯林抵禦威脅，但古兰经中亦无词句表明其不適用於承平時期。

## 外部連結
- （中文）穆罕默德章導讀 （页面存档备份，存于）
- （英文）（阿拉伯文）Altafsir.com （页面存档备份，存于）-穆罕默德章注釋